# كلوريد الزنك
 كلوريد الزنك هو مركب كيميائي له الصيغة ZnCl2، ويكون على شكل بلورات بيضاء.

## الخواص والبنية
- ينحل كلوريد الزنك بشكل جيد جداً في الماء، حوالي 4.3 كغ لكل 1 ليتر من الماء، كما ينحل بشكل جيد في الإيثانول.
- توجد أربعة أشكال بلورية من كلوريد الزنك، وفي كل منها تكون لأيونات الزنك 2+Zn بنية مثلثية مستوية متساندة إلى أربع أيونات كلوريد.[4] أما في الطور الغازي فتكون لجزيئات كلوريد الزنك بنية خطية وتكون طول الرابطة 205 بيكومتر.[5] يعطي التبريد السريع لمصهور كلوريد الزنك بنية زجاجية لا بلورية صلبة.[6]
- إن الرابطة الكيميائية في كلوريد الزنك هي رابطة تساهمية، وذلك بسبب انخفاض درجة انصهار المركب نسبياً (275°س).[7] ومما يعزز من هذا الرأي هو الانحلالية العالية (الذوبانية) في المحلات اللاقطبية مثل الإيثر، حيث يشكل نواتج إضافة لها الصيغة العامة ZnCl2L2، حيث تمثل L ربيطة مثل ثنائي إيثيل الإيثر.
- يكون لمصهور كلوريد الزنك لزوجة عالية عند نقطة انصهاره، كما يكون له ناقلية كهربائية ضئيلة نسبياً والتي تزداد بشكل ملحوظ مع ارتفاع درجة الحرارة. .[5][8] تظهر أطياف رامان للمصهور وجود بنية بوليميرية.[9] أما دراسة تبعثر النيوترونات فتشير إلى وجود معقدات رباعية الوجوه من {ZnCl4} في بنية المصهور.[10]
- توجد خمسة أشكال مائية (هيدرات) من كلوريد الزنك ZnCl2(H2O)n حيث n = 1, 1.5, 2.5, 3, 4، وعند بَلـْوَرة كلوريد الزنك من محاليله المائية يتشكل ZnCl2(H2O)4 رباعي الهيدرات.[11]

## التحضير
يحضر كلوريد الزنك اللامائي من تفاعل الزنك مع كلوريد الهيدروجين حسب المعادلة:
Zn + 2 HCl → ZnCl2 + H2
أما الأشكال المائية فيحصل عليها من تفاعل الزنك مع حمض الهيدروكلوريك، كما يمكن أن تحضر من تفاعل أكسيد الزنك أو كبريتيد الزنك مع HCl:
ZnS + 2 HCl → ZnCl2 + H2S

## الاستخدامات
- يستخدم كلوريد الزنك في الصناعات المعدنية كمادة تساهم في التخلص من الأكاسيد على السطوح المعدنية) flux.
- يستخدم كحفاز في الاصطناع العضوي وذلك بسبب كونه من أحماض لويس. فهو يحفز مثلا A: اصطناع فيشر للإندول[12] و B: تفاعل فريدل-كرافتس المتضمن لحلقة عطرية منشّطة.[13][14]